# Role Model (cantante)
Role Model (in precedenza Tucker), pseudonimo di Tucker Harrington Pillsbury (Cape Elizabeth, 15 maggio 1997), è un cantante statunitense.

## Biografia
Role Model ha firmato un contratto con la Interscope nel 2018. Ha poi avviato la sua prima tournée musicale da headliner, a supporto del secondo EP Oh, How Perfect (2019), nella seconda metà dell'anno successivo.
Nell'ottobre 2020 è stato pubblicato il suo terzo EP Our Little Angel, contenente l'estratto Blind, certificato oro dalla Music Canada. Ad esso ha fatto seguito l'album in studio Rx nell'aprile 2022, progetto che lo ha tenuto occupato col tour mondiale omonimo.
Il secondo LP di inediti, Kansas Anymore, è stato presentato nel luglio 2024 ed è stato il progetto con cui l'artista è salito alla ribalta; infatti, dopo l'uscita della deluxe, è entrato nella Billboard 200, Irish Albums Chart e nelle Official Aotearoa Music Charts. È stato inoltre promosso dal No Place like Tour, avviato novembre e conclusosi ad aprile 2025.
È stato selezionato come artista d'apertura dei concerti di settembre e ottobre 2024 di Gracie Abrams nell'ambito del Secret of Us Tour di quest'ultima; per la stessa, ha aperto alcuni concerti durante la stagione estiva seguente. Role Model è finito in lizza per l'esibizione Push dell'anno agli MTV Video Music Awards.

## Discografia

### Album in studio
- 2022 – Rx
- 2024 – Kansas Anymore

### EP
- 2017 – Arizona in the Summer
- 2019 – Oh, How Perfect
- 2020 – Our Little Angel

### Singoli
- 2017 – Puerto Rican (feat. Patches)
- 2017 – Girl in New York
- 2017 – I Don't Rly Like U
- 2018 – Not a Fan
- 2018 – Stolen Car
- 2018 – Play the Part
- 2018 – Six Speed
- 2019 – The Climb
- 2019 – Minimal
- 2019 – Hello!
- 2020 – Notice Me
- 2020 – For the People in the Back
- 2020 – Blind
- 2021 – Forever&More
- 2021 – Death Wish
- 2022 – If Jesus Saves, She's My Type
- 2022 – Neverletyougo
- 2022 – Cross Your Mind
- 2023 – A Little More Time
- 2024 – Oh, Gemini
- 2024 – Somebody Else
- 2025 – The Longest Goodbye (feat. Laufey)
- 2025 – Sally, When The Wine Runs Out

## Tournée
- 2019 – The Far from Perfect Tour
- 2022 – Tourx
- 2024/25 – No Place like Tour

Artista d'apertura
- 2024/25 – The Secret of Us Tour (Gracie Abrams)